# نرشاو
نرشاو (به آلمانی: Nerchau) یک منطقهٔ مسکونی در آلمان است که در گریما واقع شده‌است.
 نرشاو  ۳٬۸۹۹ نفر جمعیت دارد.

## خواهرخوانده
شهر اریسکیرش خواهرخواندهٔ نرشاو هست.

## محلی های معروف
- دوقلوهای کسلر (زادهٔ ۲۰ اوت ۱۹۳۶), دوقلو خواننده ، رقاص و بازیگر زن.